# Солнечногорск
Солнечногорск (на руски: Солнечногорск) е град в Русия, административен център на Солнечногорски район, Московска област. Населението му към 1 януари 2018 е 51 919 души.